# Açores (Celorico da Beira)
Açores is een plaats (freguesia) in de Portugese gemeente Celorico da Beira en telt 369 inwoners (2001).